# Александра Датска
Александра Датска (на английски: Alexandra of Denmark), родена принцеса Александра Каролина Мария Шарлота Луиза Юлия фон Шлезвиг-Холщайн-Зондербург-Глюксбург (Alexandra Caroline Marie Charlotte Louise Julia von Schleswig-Holstein-Sonderburg-Glücksburg; 1 декември 1844 в Жълтия дворец в Копенхаген, Дания – 20 ноември 1925 в Сандрингам Хаус, Норфолк), е кралица на Обединеното кралство и на британските доминиони и императрица на Индия от 22 януари 1901 г. до 6 май 1910 г. като съпруга на крал Едуард VII.
Семейството й е сравнително неизвестно до 1852 г., когато нейният баща принц Кристиан фон Шлезвиг-Холщайн-Зондербург-Глюксбург, е избран със съгласието на големите европейски сили да наследи своя втори братовчед Фредерик VII като крал на Дания с името Кристиан IX. На 16-годишна възраст Александра е избрана за бъдеща съпруга на Албърт Едуард, принц на Уелс, син и наследник на кралица Виктория. 
Осемнадесет месеца по-късно през 1863 г., годината, в която баща й става крал на Дания, а брат й Вилем е направен крал на Гърция като Георгиос I Гръцки. Александра е принцеса на Уелс от 1863 до 1901 г. – най-дългото време, което някой е носил тази титла, и популярна; нейният стил на обличане и поведение се копира от жени, които се интересуват от модата. До голяма степен изключена от упражняването на каквато и да е политическа власт, тя неуспешно се опитва да повлияе на мнението на британските министри и семейството на съпруга си в полза на гръцките и датските интереси. Нейните обществени задължения са ограничени до участие в благотворителна дейност.
След смъртта на кралица Виктория през 1901 г. Албърт Едуард става крал-император като Едуард VII, с Александра като кралица-императрица. Тя става кралица-майка след смъртта му през 1910 г., в който момент синът им Джордж V се възкачва на трона. Умира на 80 години през 1925 г.

## Произход
Принцеса Александра Каролина Мария Шарлота Луиза Юлия, или „Аликс“, както я познава най-близкото й семейство, е родена в Жълтия дворец, градска къща от 18 век на Amaliegade 18, непосредствено до комплекса Amalienborg в Копенхаген, Дания. Баща й е принц Кристиан фон Шлезвиг-Холщайн-Зондербург-Глюксбург, а майка й е принцеса Луиза фон Хесен-Касел. Семейството на баща й е далечен кадетски клон на датския кралски дом Олденбург, който произлиза от крал Кристиан III. 
Кръстена е на великата княгиня Александра Николаевна. 
Има пет братя и сестри: Фредерик, Вилем (по-късно Георгиос I Гръцки), Дагмар (по-късно императрица на Русия като Мария), Тира и Валдемар.

## Ранни години
Въпреки че има кралска кръв, семейството й води сравнително скромен живот. То не притежава голямо богатство, Доходът на баща й от армейска комисионна е около 800 лири годишно, а къщата им е имот без наем. От време на време Ханс Кристиан Андерсен е канен да разказва приказки на децата преди лягане.
През 1848 г. Кристиан VIII Датски умира и единственият му син Фредерик се възкачва на трона. Фредерик е бездетен, с два неуспешни брака и се смята за безплоден. Възниква криза при унаследяването, защото той управлява както в Дания, така и в Шлезвиг-Холщайн, а правилата за наследяване на всяка територия се различават. В Холщайн салическият закон предотвратява наследяването по женска линия, докато в Дания не се прилагат подобни ограничения. Холщайн, който е предимно немски, провъзгласява независимост и призовава на помощ Прусия. През 1852 г. големите европейски сили свикват конференция в Лондон, за да обсъдят датското наследство. Договорен е неспокоен мир, който включва разпоредбата, че принц Кристиан фон Шлезвиг-Холщайн-Зондербург-Глюксбург ще бъде наследник на Фридрих във всичките му владения и предишните претенции на други (които включват собствената тъща на Кристиан Луиза Шарлота Датска, деверът му Фридрих Вилхелм фон Хесел-Касел и съпругата са предадени.
Принц Кристиан получава титлата на принц на Дания и семейството му се премества в нова официална резиденция, двореца Бернсторф. Въпреки че статусът на семейството се повишава, има малко или никакво увеличение на доходите им. Те не участват в дворцовия живот в Копенхаген, тъй като отказват да се срещнат с третата съпруга и бивша любовница на Фредерик, Луиза Расмусен, защото тя има извънбрачно дете от предишен любовник. Александра споделя проветривата таванска спалня със сестра си Дагмар, сама си шие дрехите и чака на масата заедно със сестрите си. Александра и Дагмар получават уроци по плуване от шведската пионерка в женското плуване Нанси Едберг. В Бернсторф Александра израства като млада жена; взима уроци по  английски отханглийския капелан в Копенхаген и е потвърдена в двореца Кристиансборг. Тя е набожна през целия си живот и следва практиката на Висшата църква.

## Брак и семейство
Като се има предвид, че Албърт Едуард, принц на Уелс, ще навърши двадесет години през ноември 1861 г., родителите му кралица Виктория и нейният съпруг Алберт фон Сакс-Кобург-Гота, предприемат стъпки да му намерят жена. Те привличат помощта на най-голямата си (и вече омъжена) дъщеря принцеса Виктория Пруска в търсенето на подходяща кандидатка. Александра не е първият им избор, защото датчаните са в спор с прусаците по въпроса за Шлезвиг-Холщайн, а повечето от роднините на британското кралско семейство са  германски. В крайна сметка, след като отхвърлят други възможности, те се спрират на нея като единствената, която трябва да бъде избрана.
На 24 септември 1861 г. принцеса Виктория представя брат си Албърт Едуард на Александра в Шпайер. Почти година по-късно, на 9 септември 1862 г. (след аферата му с Нели Клифдън и смъртта на баща му принц Албърт), Албърт Едуард предлага брак на Александра в Кралския замък Лаакен, домът на неговия чичо крал Леополд I от Белгия.
Няколко месеца по-късно Александра пътува от Дания до Великобритания на борда на кралската яхта Виктория и Алберт и пристига в Грейвзенд, Кент, на 7 март 1863 г. Сър Артър Съливан пише музика за пристигането й, а поетът лауреат Алфред, лорд Тенисън, пише ода в нейна чест (A Welcome to Alexandra).
Томас Лонгли, архиепископ на Кентърбъри, жени двойката на 10 март 1863 г. в параклиса „Сейнт Джордж“ в Уиндзорския замък. Изборът на място е широко критикуван. Тъй като церемонията се състои извън Лондон, пресата се оплаква, че голямата публика няма да може да види спектакъла. Бъдещите гости смятат, че е неудобно да стигнат до него и тъй като мястото е малко, някои хора, които очакват покани, са разочаровани. Датчаните са ужасени, защото са поканени само най-близките роднини на Александра. Британският двор все още е в траур за принц Албърт, така че дамите са ограничени да носят сиво, лилаво или бледомораво. Когато двойката напуска Уиндзор за медения си месец в Осбърн Хаус на о-в Уайт, е аплодирана от учениците от съседния Итън Колидж, включително лорд Рандолф Чърчил.
До края на следващата година бащата на Александра се възкачва на трона на Дания, брат й Уилям става крал на Гърция като Георгиос I Гръцки, сестра й Дагмар се сгодява за Николай Александрович, цесаревич на Русия, и Александра ражда първото си дете. Възкачването на трона на нейния баща поражда допълнителен конфликт за съдбата на Шлезвиг-Холщайн (Германо-датска война). Германската конфедерация успешно нахлува в Дания, намалявайки площта й с 2/5. За голямо раздразнение на кралица Виктория и принцесата на Прусия Александра и Албърт Едуард подкрепят датската страна във войната. Пруското завладяване на бившите датски земи засилва дълбоката неприязън на Александра към германците – чувство, което остава у нея до края на живота й.
Първото дете на Александра, Албърт Виктор, се ражда два месеца преждевременно в началото на 1864 г. Александра показва преданост към децата си. Албърт Едуард и Александра имат общо шест деца: Албърт Виктор, Джордж, Луиза, Виктория, Мод и Александър Джон. Всичките им деца са родени преждевременно; биографът Ричард Хаф смята, че тя умишлено е подвела кралица Виктория относно вероятните дати на раждане, тъй като не е искала кралицата да присъства на ражданията им. По време на раждането на третото й дете през 1867 г. допълнителното усложнение от пристъп на ревматична треска заплашва живота на Александра и я оставя с постоянно накуцване.
В обществото Александра е достолепна и очарователна, а насаме – обичлива и весела. Тя се радва на много социални дейности, включително танци и пързаляне с кънки на лед, и е опитна ездачка и шофьорка в тандем. Тя също обича да ловува, за ужас на кралица Виктория, която я моли да спре, но безуспешно. И след раждането на първото си дете тя продължава да общува както преди, което води до известни търкания между кралицата и младата двойка, изострени от омразата на Александра към прусаците и пристрастието на кралицата към тях.

## Принцеса на Уелс
Албърт Едуард и Александра посещават Ирландия през април 1868 г. След заболяването си предходната година тя едва започва да ходи отново без помощта на два бастуна и вече е бременна с четвъртото си дете. Кралската двойка предприема шестмесечно турне в Австрия, Египет и Гърция през 1868 и 1869 г., което включва посещения на нейния брат Георгиос I  Гръцки, на кримските бойни полета и, само за нея, на харема на Исмаил паша. В Турция тя става първата жена, седнала да вечеря със султана (Абдул Азис).
Александра и съпругът й превръщат имението Сандрингам Хаус в Норфолк в своя предпочитана резиденция, а Марборо Хаус в своя база в Лондон. Биографите им са съгласни, че бракът им е  щастлив, но някои твърдят, че Албърт Едуард не обръща много внимание на жена си и че те постепенно си отчуждават, докато заболяването му от коремен тиф (болестта, за която се смята, че е убила баща му) в края на 1871 г. не им  носи помирение. Това се оспорва от други, които посочват честите бременности на Александра през този период и те използват семейни писма, за да отрекат съществуването на сериозен разрив. Въпреки това принцът е жестоко критикуван от много кръгове на обществото за очевидната му липса на интерес към нейното много сериозно заболяване –  ревматичната треска. По време на брака им Албърт Едуард продължава да има любовници, включително актрисата Лили Лангтри, Дейзи Гревил, графиня на Уоруик, филантропката Агнес Кийсър и светската матрона Алис Кепел. Александра знае за повечето от тези връзки и по-късно позволява на Алис Кепел да посети съпруга й, когато той е на смърно легло. Самата Александра му остава вярна през целия си брак.
Нарастващата степен на глухота, причинена от наследствена отосклероза, води до социалната изолация на Александра; тя прекарва повече време у дома с децата и домашните си любимци. Нейната шеста и последна бременност завършва с раждането на син през април 1871 г., но той умира на следващия ден. Въпреки молбите на Александра за дискретност кралица Виктория настоява да обяви период на придворен траур. Това кара недоволните елементи от пресата да опишат раждането като „жалък аборт“, а организирането на погребението като „отвратително кукерство“, въпреки че бебето не е погребано заедно с други членове на кралското семейство в Уиндзор, но в строго уединение в двора на църквата в Сандрингам, където е изживяло краткия си живот.
В продължение на осем месеца през 1875–76 г. принцът на Уелс отсъства от Великобритания на обиколка из Индия и за неин ужас Александра е изоставена. Принцът организира група от мъже и възнамерява да прекара голяма част от времето в лов и стрелба. По време на обиколката му един от приятелите му, който пътува с него, лорд Ейлсфорд, разбира от жена си, че тя ще го напусне заради друг мъж, жененият Джордж Спенсър-Чърчил, лорд Бландфорд. Ейлсфорд е ужасен и решава да поиска развод. Междувременно братът на лорд Бландфорд, лорд Рандолф Чърчил, убеждава влюбените да не бягат. Сега, загрижена за заплахата от развод, лейди Ейлсфорд се опитва да разубеди съпруга си да продължава, но лорд Ейлсфорд е непреклонен. В опит да притиснат лорд Ейлсфорд да се откаже от делото си за развод, лейди Ейлсфорд и лорд Рандолф Чърчил се обаждат на Александра и й казват, че ако разводът продължи, те ще призоват съпруга й като свидетел и ще го въвлекат в скандала. Притеснена от техните заплахи и следвайки съвета на сър Уилям Нолис и херцогинята на Тек Мария Аделаида Кеймбриджка, Александра информира кралицата, която след това пише на принца на Уелс. Принцът е разгневен. В крайна сметка Бландфорд и Ейлсфорд се разделят частно. Въпреки че лорд Рандолф Чърчил по-късно се извинява, години наред принцът на Уелс отказа да говори с него.
Александра прекарва пролетта на 1877 г. в Гърция, възстановявайки се от период на лошо здраве и посещавайки брат си крал Георгиос I Гръцки. По време на Руско-турската война тя явно е пристрастна към Турция и към Русия, където сестра й е омъжена за царевича, и лобира за преразглеждане на границата между Гърция и Турция в полза на гърците. Александра прекарва следващите три години до голяма степен отделена от двамата си сина, тъй като момчетата са изпратени на световен круиз като част от тяхното военноморско и общо образование. Сбогуването е много сълзливо и, както показват редовните й писма, те й липсват ужасно. През 1881 г. Александра и Албърт Едуард пътуват до Санкт Петербург след убийството на Александър II от Русия, за да представляват Великобритания и за да може Александра да осигури комфорт на сестра си, която е станала царица.
Александра поема много обществени задължения; по думите на кралица Виктория, „за да ми спести напрежението и умората от функциите. Тя отваря базари, посещава концерти, посещава болници вместо мен... тя не само никога не се оплаква, но се опитва да докаже, че се е наслаждавала на това, което за друг би било уморително задължение.“ Тя проявява особен интерес към Лондонската болница, като я посещава редовно. Джоузеф Мерик, т. нар. „Човек слон", е един от пациентите, които тя среща. Тълпите обикновено аплодират Александра възторжено, но по време на посещение в Ирландия през 1885 г. тя претърпява рядък момент на обществена враждебност в град Корк, огнище на ирландския национализъм. Тя и съпругът й са освирквани от тълпа от 2000-3000 души, размахващи тояги и черни знамена. Тя се усмихва пред изпитанието, което британската преса все още описва в положителна светлина, описвайки тълпите като „ентусиазирани“. Като част от същото посещение тя получава докторска степен по музика от Тринити Колидж в Дъблин.
Александра е дълбоко натъжена от смъртта на най-големия си син, принц Албърт Виктор, през 1892 г. Стаята и вещите му са запазени точно както ги е оставил, подобно на тези на дядо му принц Албърт, останали след смъртта му през 1861 г. Александра казва: „Погребах моя ангел и с него моето щастие“. Оцелелите писма между Александра и нейните деца показват, че те са били много близки. През 1894 г. нейният девер Александър III от Русия умира и нейният племенник Николай II от Русия става цар. Овдовялата сестра на Александра, вдовстващата императрица на Русия, разчита силно на нея за подкрепа; Александра, която е отишла в Русия, придружена от съпруга си, принца на Уелс, спи, моли се и остава до сестра си през следващите две седмици до погребението на Александър. Александра и съпругът й остават на сватбата на Николай с племенницата им принцеса Аликс фон  Хесен и Рейн, която взема руското име Александра Фьодоровна и става новата царица.

## Кралица и императрица-консорт
Със смъртта на свекърва си, кралица Виктория, през 1901 г., Александра става кралица-императрица с възкачването на съпруга й като Едуард VII. Само два месеца по-късно нейните син Джордж и снаха Мери заминават на обширна обиколка из империята, оставяйки малките си деца на грижите на Александра и Едуард, които се влюбват във внуците си. При завръщането на Джордж подготовката за коронацията на Едуард и Александра в Уестминстърското абатство върви добре, но само няколко дни преди насрочената коронация през юни 1902 г. кралят се разболява сериозно от апендицит. Александра го замества на военен парад и присъства на конните състезания в Роял Аскот без него, в опит да предотврати обществената тревога. В крайна сметка коронацията е отложена и Едуард претърпява операция. След възстановяването му Александра и Едуард са коронясани заедно през август: кралят от архиепископа на Кентърбъри, Фредерик Темпъл, а кралицата от архиепископа на Йорк Уилям Далримпъл Маклаган.
Въпреки че е кралица, задълженията на Александра се променят малко и тя запазва много от същите служители. Придворната дама на Александра, Шарлот Нолис, дъщеря на сър Уилям Нолис, й служи лоялно дълги години. На 10 декември 1903 г. Нолис се събужда и намира спалнята си пълна с дим. Тя събужда Александра и я отвежда на безопасно място. По думите на Великата херцогиня Августа фон Мекленбург-Щрелиц, „Трябва да отдадем заслуженото на старата Шарлот, че наистина спаси живота [на Александра].“
Александра отново се грижи за внуците си, когато Джордж и Мери отиват на втора обиколка, този път в Британска Индия, през зимата на 1905-06 г. Баща й, Кристиан IX Датски, умира през януари. Нетърпеливи да запазят семейните си връзки, както помежду си, така и с Дания, през 1907 г. Александра и нейната сестра, вдовстващата императрица на Русия, купуват вила на север от Копенхаген, Hvidøre, за частно ползване.
На Александра е отказан достъп до брифинг документите на краля и е изключена от някои от задграничните му обиколки, за да се предотврати нейната намеса в дипломатическите въпроси. Тя изпитва дълбоко недоверие към германците, особено към нейния племенник германския император Вилхелм II, и неизменно се противопоставя на всичко, което благоприятства германската експанзия или интереси. Например през 1890 г. тя пише меморандум, разпространен до висшите британски министри и военен персонал, предупреждавайки срещу планираната размяна на британския остров Хелголанд в Северно море за германската колония Занзибар, посочвайки стратегическото значение на острова и че той може да бъде използван или от Германия, за да започне нападение, или от Великобритания, за да сдържи германската агресия. Въпреки това размяната продължава. Германците укрепват острова и, по думите на Робърт Енсор и както предсказва Александра, той „се превърна в ключовия камък на морската позиция на Германия както за нападение, така и за отбрана“. Вестник „Франфутер“ е открит в своето осъждане на Александра и нейната сестра, вдовстващата императрица, като казва, че двойката е „центърът на международния антигермански заговор“ Александра презира и не вярва на император Вилхелм, наричайки го „вътрешен наш враг“ през 1900 г.
През 1910 г. Александра става първата кралица, която посещава Камарата на общините по време на дебат. В забележително отклонение от прецедента, в продължение на два часа тя седи в Дамската галерия с изглед към залата, докато се обсъжда парламентарният законопроект за премахване на правото на Камарата на лордовете да налага вето върху законодателството. Лично Александра не е съгласна със законопроекта. Малко след това тя заминава да посети брат си Георгиос на о-в Корфу . Докато е там, тя получава новини, че крал Едуард е сериозно болен. Александра се връща веднага и пристига само ден преди смъртта на съпруга си. В последните му часове тя лично му подава кислород от газова бутилка, за да му помогне да диша.
По-късно същата година тя се премества от Бъкингамския дворец в Марлборо Хаус, но запазва владението на Сандрингам Хаус. Новият крал, синът й Джордж V, скоро се изправя пред решение относно законопроекта за парламента. Въпреки личните си възгледи Александра подкрепя неохотното съгласие на сина си с искането на министър-председателя Хърбърт Хенри Аскуит за създаване на достатъчно либерални колеги след общи избори, ако лордовете продължат да блокират законодателството.

## Кралица-майка
След смъртта на Едуард Александра е кралица-майка, като вдовстваща кралица и майка на управляващия монарх. Тя не присъства на коронацията на сина си и снаха си през 1911 г., тъй като не е обичайно коронясана кралица да присъства на коронацията на друг крал или кралица, но иначе продължава обществената си дейност, като отделя време на благотворителни каузи. Една такава кауза е Денят на розата на Александра, където изкуствени рози, направени от хора с увреждания, са продавани в помощ на болниците от доброволки. По време на Първата световна война обичаят да се окачват знамената на чуждестранни принцове, удостоени с най-високия британски орден за рицарство, Ордена на жартиерата, в параклиса „Сейнт Джордж“ в Уиндзорския замък, е подложен на критика, тъй като германските членове на Ордена се бият срещу Великобритания. Александра се присъединява към призивите „свалете тези омразни немски щандарти“. Воден от общественото мнение, но против собствените си желания, кралят премахва щандартите; за ужас на Александра обаче той сваля не само „тези гнусни пруски знамена“, но и онези на нейните хесенски роднини, които според нея са „просто войници или васали под заповедите на този брутален германски император“. На 17 септември 1916 г. тя е в Сандрингам по време на въздушно нападение на цепелин, но нещо още по-лошо предстои да сполети други членове на нейното семейство. В Русия нейният племенник цар Николай II е свален и той, съпругата му и децата им са убити от революционери. Сестрата на Александра, вдовстващата императрица, е спасена от Русия през 1919 г. от кораба HMS Марлборо и е доведена в Англия, където живее известно време с Александра.

## Последни години и смърт
Александра запазва младежкия си вид на стари години, но по време на войната възрастта й я застига. Тя започва да носи сложни воали и тежък грим, което е описано от клюкарите като „емайлирано лице“. Не пътува повече в чужбина и здравето й се влошава. През 1920 г. кръвоносен съд в окото й се спуква, оставяйки я с временна частична слепота. Към края на живота й паметта и говорът й се увреждат. Умира на 20 ноември 1925 г. в Сандрингам Хаус в Лондон от сърдечен удар. Изложена е за поклонение в  Уестминстърското абатство и е погребана на 28 ноември до съпруга си в параклиса „Сейнт Джордж“ в замъка Уиндзор.

## Памет
Мемориалът на кралица Александра от Алфред Гилбърт е открит на Деня на розите на Александра на 8 юни 1932 г. в Марлборо Гейт, Лондон. Одата в нейна памет „Толкова много истински принцеси, които си отидоха“, композирана от тогавашния магистър на кралската музика сър Едуард Елгар по думи на поета лауреат Джон Мейзфийлд, е изпята при откриването и е дирижирана от композитора.
Александра е много популярна сред британската публика. За разлика от съпруга и свекърва си тя не е укорявана от пресата. Средствата, които тя помага да се съберат, са използвани за закупуване на речен кораб, наречен Александра, за превоз на ранените по време на кампанията в Судан и за оборудване на болничен кораб, наречен Принцесата на Уелс, за връщане на ранени от Втората англо-бурска война. По време на Бурската война Имперската военна сестринска служба на кралица Александра, по-късно преименувана на Кралски армейски сестрински корпус на кралица Александра, е основана с кралска заповед.
Александра няма задълбочени финансови  познания. Управлението на нейните финанси е оставено в ръцете на нейния лоялен контрольор, сър Дайтън Пробин VC, който поема подобна роля за нейния съпруг. По думите на нейния внук, Едуард VIII (по-късно херцог на Уиндзор), „нейната щедрост бе източник на неудобство за нейните финансови съветници. Всеки път когато получаваше писмо с молба за пари, чек се изпращаше от следващата поща, независимо от автентичността на просяка и без разследване на случая.“ Въпреки че не винаги е била екстравагантна (тя кара старите й  чорапи да се кърпят за повторна употреба, а старите й рокли са рециклирани като калъфи за мебели), тя отхвърля протестите за големите си разходи с махване на ръка или с като твърди, че не чула.
Александра крие малък белег на врата си, който вероятно е резултат от операция в детството, като носи чокър и високи деколтета, определяйки мода, възприета в продължение на петдесет години. Ефектът на Александра върху модата е толкова силен, че светските дами дори копират нейната накуцваща походка, след като сериозното й заболяване през 1867 г. Това става известно като „накуцването на Александра“. Използва предимно лондонските модни къщи; любимата й е тази на Редфърн, но от време на време пазарува от Жак Дусе и Фромон от Париж.
На нея е кръстена най-скъпата пеперуда в света, открита в Гвинея през 1906 г.
Сватбеното ѝ колие е част от кралската колекция бижута, които жените в кралското семейство слагат при специални поводи.
Александра е изиграна по телевизията от Дебора Грант и Хелън Райън в Едуард VII (филм), Ан Фърбанк в тв сериал Лили, Маги Смит във Цялото кралско войнство и Биби Андершон в Изгубения принц. Тя е изобразена от Хелън Райън във филма от 1980 г. Човекът слон, Сара Стюарт във филма от 1997 г. Мисис Браун и Джулия Блейк във филма от 1999 г. Страст. В сценична пиеса на Ройс Райтън от 1980 г., Motherdear тя е представена от Маргарет Локууд в последната й актьорска роля.

## Герб
Гербът на кралица Александра при възкачването на престола на нейния съпруг през 1901 г. е кралският герб на Обединеното кралство, с включен герба на нейния баща, краля на Дания.  Щитът е увенчан от императорската корона и поддържан от коронования лъв на Англия и див човек или дивак от датския кралски герб.
| Герб на Александра, принцеса на Уелс | Герб на кралица Александра | Като Дама на Ордена на жартиера, знамето на Александра виси в параклиса „Сейнт Джордж" в замъка Уиндзор приживе въпреки възраженията на главния крал на жартиера сър Албърт Уудс. Когато Уудс се оплаква, че поставянето на знамето й в параклиса би било безпрецедентно, кралят незабавно нарежда знамето да бъде поставено“. |

## Потомство
Александра и Едуард VII имат трима сина и три дъщери:
- Принц Албърт Виктор, херцог на Кларънс и Ейвъндейл (8 януари 1864, Фрогмор Хаус, Уиндзорски замък – 14 януари 1892, Сандрингам Хаус, Норфолк), неженен и бездетен
- Джордж V (3 юни 1865, Марлборо Хаус, Лондон – 20 януари 1936, Сандрингам Хаус, Норфолк), принц на Уелс и крал на Обединеното кралство и британските доминиони (6 май 1910 – 20 май 1936), ∞ 6 юли 1893 за принцеса Мери Тек, от която има 5 сина и 1 дъщеря
- Принцеса Луиза, кралска принцеса и херцогиня-консорт на Файф (20 февруари 1867, Марлборо Хаус, Лондон – 4 януари 1931, Лондон), ∞ 27 юли 1889 за Александър Дъф, 1-ви херцог на Файф, от когото има 1 син и 2 дъщери
- Принцеса Виктория Александра (6 юли 1868, Марлборо Хаус, Лондон – 3 декември 1935, Копинс, Айвър, Бъкингамшър), неомъжена и бездетна
- Принцеса Мод, кралица-консорт на Норвегия (26 ноември 1869, Марлборо Хаус, Лондон – 20 ноември 1938, Марилбоун, Лондон), ∞ 22 юли 1896 за принц Карл Датски, бъдещ крал на Норвегия като Хокон VII, от когото има 1 син
- Принц Александър Джон (6 април 1871, Сандрингам Хаус, Лондон – 7 април 1871, пак там)

## Обяснителни бележки
1. ↑  Майка й и баща й са правнуци на Фредерик V Датски и праправнуци на крал Джордж II от Великобритания.
2. ↑  Никълъс почива няколко месеца след годежа и вместо това тя се омъжва за брат му Александър

## Библиографски бележки
1. ↑  Eilers, Marlene A., Queen Victoria's Descendants, с. 171.
2. ↑  Montgomery-Massingberd, Hugh (ed.) (1977). Burke's Royal Families of the World, Volume 1. (London: Burke's Peerage). ISBN 0-220-66222-3. с. 69–70.
3. ↑  Duff 1980, с. 16–17
4. ↑  Duff 1980, с. 18
5. ↑  Maclagan, Michael; Louda, Jiří (1999). Lines of Succession (London: Little, Brown). ISBN 1-85605-469-1. с. 49.
6. ↑  Battiscombe 1969, с. 8
7. ↑  Duff 1980, с. 19–20
8. ↑  Priestley 1970, с. 17
9. ↑  Idun (1890): Nr 15 (121) (Swedish) //    Архивиран от оригинала на 2016-03-04. Посетен на 3 октомври 2010.
10. ↑  Duff 1980, с. 21
11. ↑  Battiscombe 1969, с. 125, 176
12. ↑  Prince Albert, quoted in Duff, с. 31.
13. ↑  Battiscombe 1969, с. 27–37; Bentley-Cranch 1992, с. 44; Duff 1980, с. 43
14. ↑  The Landing of HRH The Princess Alexandra at Gravesend, 7th March 1863 Архив на оригинала от 11 декември 2008 в Wayback Machine., National Portrait Gallery, retrieved on 16 July 2009.
15. ↑  Duff 1980, с. 48–50
16. ↑  Duff 1980, с. 60
17. 1 2  Purdue, A. W. (September 2004). "Alexandra (1844–1925)", Oxford Dictionary of National Biography, Oxford University Press, DOI:10.1093/ref:odnb/30375
18. ↑  Mrs. Blackburn, the head nurse, quoted in Duff, с. 115.
19. ↑  Hough 1993, с. 116
20. ↑  Battiscombe 1969, с. 82–86; Duff 1980, с. 73, 81
21. ↑  Battiscombe 1969, с. 127, 222–223; Priestley 1970, с. 17
22. ↑  Duff 1980, с. 143
23. ↑  Hough 1993, с. 102
24. ↑  Battiscombe 1969, с. 94
25. ↑  Duff 1980, с. 93–100
26. ↑  Duff 1980, с. 111
27. ↑  Philip Magnus, цит. в Battiscombe, с. 109–110.
28. ↑  Battiscombe 1969, с. 110
29. ↑  Hough 1993, с. 132–134
30. ↑  Battiscombe 1969, с. 271; Priestley 1970, с. 18, 180
31. ↑  Battiscombe 1969, с. 100–101
32. ↑  Battiscombe 1969, с. 88; Duff 1980, с. 82
33. ↑  Duff 1980, с. 85
34. ↑  Battiscombe 1969, с. 132–135
35. ↑  Battiscombe 1969, с. 136
36. ↑  Battiscombe 1969, с. 150–152
37. ↑  Battiscombe 1969, с. 155–156
38. ↑  Battiscombe 1969, с. 157–160; Duff 1980, с. 131
39. ↑  Queen Victoria, цит. в Duff, с. 146.
40. ↑  Battiscombe 1969; Duff 1980
41. ↑  Battiscombe 1969, с. 166.
42. ↑  Daily Telegraph,  цит. в Battiscombe, с. 168.
43. ↑  Battiscombe 1969, стр. 189–193, 197; Duff 1980
44. ↑  Alexandra, цит. в Duff, с. 186.
45. ↑  Battiscombe 1969, с. 141 – 142.
46. ↑  Battiscombe 1969; Duff 1980, стр. 196–197
47. ↑  Battiscombe 1969, с. 243–244
48. ↑  Battiscombe 1969, с. 249
49. ↑  Battiscombe 1969, с. 253
50. ↑  Battiscombe 1969, с. 258
51. ↑  Battiscombe 1969, стр. 262; Duff 1980
52. ↑  Quoted in Duff, с. 234.
53. ↑  Battiscombe 1969; Windsor
54. 1 2  Alexandra to King George V, quoted in Battiscombe, с. 285.
55. ↑  напр. Мери Гладстон и лорд Карингтън, цит. в Battiscombe, с. 206, Марго Аскуит, цит. в Battiscombe, с. 216–217, Джон Фишър, 1-ви барон Фишър, цит. в Battiscombe, с. 232.
56. ↑  Самата Александра и кралица Мери Тек, цит. в Battiscombe, с. 296.
57. ↑     Архивиран от [{{{url}}} оригинала].
58. ↑  Dorment, Richard (January 1980). "Alfred Gilbert's Memorial to Queen Alexandra" The Burlington Magazine vol. CXXII с. 47–54.
59. ↑  "Alexandra The Rose Queen", The Times, 9 June 1932, с.  13, col. F.
60. ↑  Battiscombe 1969; Duff 1980; Priestley 1970
61. ↑  Battiscombe 1969; Duff 1980
62. ↑  Барон Стокмар, доктор, цит. в Duff, с. 37.
63. ↑  Helen Rappaport. Queen Victoria: A Biographical Companion.   Bloomsbury Academic, 2003. ISBN 9781851093557. с. 24.
64. ↑  Brewer, Ebenezer Cobham. Ebenezer Cobham Brewer, Wordsworth Dictionary of Phrase and Fable, p. 29.   Wordsworth Editions, 2001. ISBN 9781840223101. Посетен на 23 октомври 2015.
65. ↑  https://www.24chasa.bg/bulgaria/article/15533006
66. ↑  https://www.168chasa.bg/article/7120482
67. 1 2  Pinches, J. H., Rosemary, Pinches. The royal heraldry of England.   Slough, Buckinghamshire, Hollen Street Press, 1974. ISBN 0-900455-25-X. OCLC 1206788. с. 260.
68. ↑  See, for example, the cover of Battiscombe.
69. ↑  Lee, Sidney (1927). King Edward VII: A Biography. London: Macmillan, vol. II, p. 54

|  | Тази страница частично или изцяло представлява превод на страницата Alexandra of Denmark в Уикипедия на английски. Оригиналният текст, както и този превод, са защитени от Лиценза „Криейтив Комънс – Признание – Споделяне на споделеното“, а за съдържание, създадено преди юни 2009 година – от Лиценза за свободна документация на ГНУ. Прегледайте историята на редакциите на оригиналната страница, както и на преводната страница, за да видите списъка на съавторите. ВАЖНО: Този шаблон се отнася единствено до авторските права върху съдържанието на статията. Добавянето му не отменя изискването да се посочват конкретни източници на твърденията, които да бъдат благонадеждни. |